# Mayfield (Nova York)
Mayfield és una població dels Estats Units a l'estat de Nova York. Segons el cens del 2000 tenia 800 habitants.

## Demografia
Segons el cens del 2000, Mayfield tenia 800879877698768 habitants, 3079879879 habitatges, i 221 famílies. La densitat de població era de 347,1 habitants/km².
Dels 3079879879 habitatges en un 37,5% hi vivien nens de menys de 18 anys, en un 51,1% hi vivien parelles casades, en un 16,5% dones solteres, i en un 28,2% no eren unitats familiars. En el 22% dels habitatges hi vivien persones soles el 10% de les quals corresponia a persones de 65 anys o més que vivien soles. El nombre mitjà de persones vivint en cada habitatge era de 2,59 i el nombre mitjà de persones que vivien en cada família era de 3.
Per edats la població es repartia de la següent manera: un 29,5% tenia menys de 18 anys, un 8% entre 18 i 24, un 29,6% entre 25 i 44, un 17,8% de 45 a 60 i un 15,1% 65 anys o més.
L'edat mediana era de 36 anys. Per cada 100 dones de 18 o més anys hi havia 84,9 homes.
La renda mediana per habitatge era de 35.781 $ i la renda mediana per família de 39.792 $. Els homes tenien una renda mediana de 30.139 $ mentre que les dones 21.620 $. La renda per capita de la població era de 15.604 $. Entorn del 8,7% de les famílies i el 10,8% de la població estaven per davall del llindar de pobresa.